# 마힌다

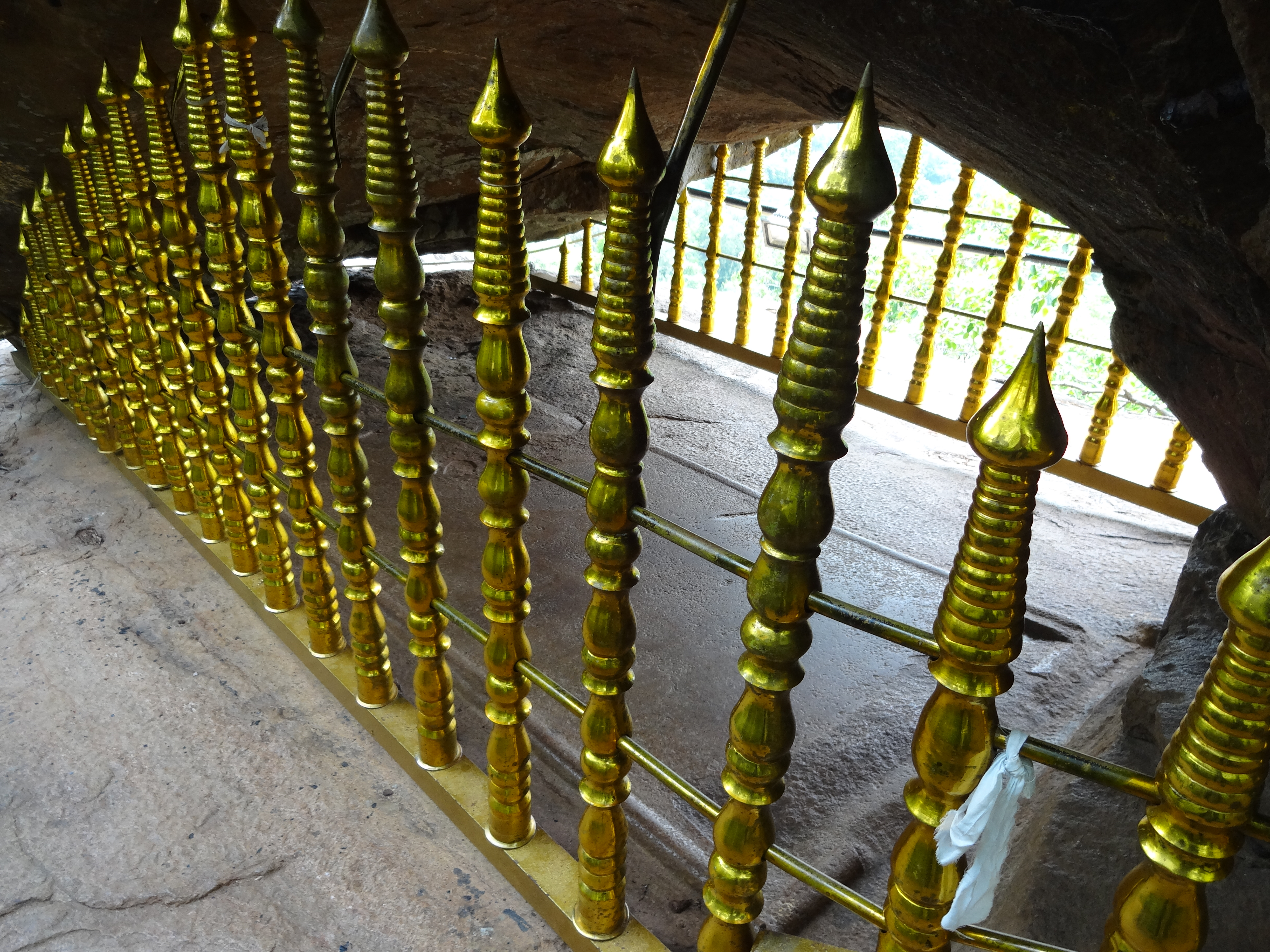
미힌탈레에 있는 마힌다의 침대

마힌다(싱할라어: මිහිඳු මහරහතන් වහන්සේ)는 불교 문헌에서 스리랑카에 불교를 전파한 것으로 묘사된 인도의 승려이다. 그는 마우리아 제국의 세 번째 황제인 아소카의 아내이자 황후인 데비의 맏아들로 상가미타의 오빠였다.
마힌다는 스리랑카섬의 아누라다푸라 왕국에 불교 선교사로 파견되었다. 마힌다는 미힌탈레에 거주하면서 아라한의 경지를 터득해 나갔다. 그는 인도 아대륙에서 스리랑카로 불교를 전파하는 데 중요한 역할을 했다.

## 역사적 자료

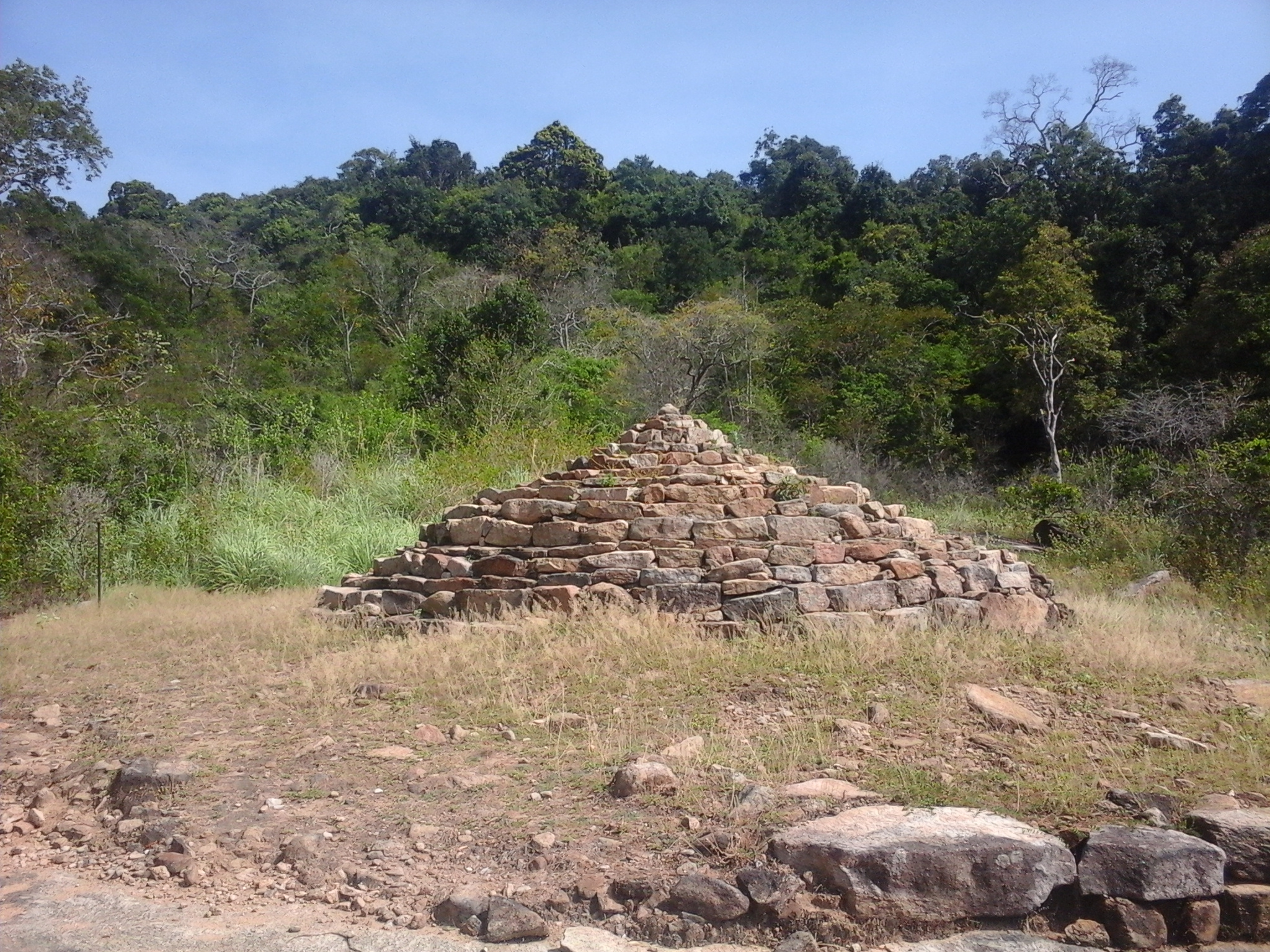
미힌두(팔리어로 마힌다) 아라한 마힌다를 기념하는 비문이 발견된 라자갈라의 세야

스리랑카의 두 가지 위대한 종교 연대기인 디파밤사와 마하밤사에는 마힌다가 스리랑카로 여행하고 데바남피야 티사 왕을 개종시키는 이야기가 포함되어 있다. 이것은 그의 삶과 행위에 대한 설명의 주요 출처이다. 비문과 문헌 자료를 보면 마힌다가 살았던 기원전 3세기경에 스리랑카에서 불교가 널리 퍼졌다는 사실이 입증된다. 라자갈라 승원의 비문은 마힌다 장로가 불교를 전파하기 위해 스리랑카에 와서 죽을 때까지 그곳에서 살았다는 사실을 확인시켜 준다.
시기: 기원전 200년경,  문자: 초기 브라흐미 문자, 언어: 고대 싱할라어
Ye ima dipa paṭamaya idiya agatana Iḍika-[tera-Ma] hida-teraha tube
"이것은 가장 큰 행운으로 이 섬에 온 이티야 장로와 마힌다 장로의 스투파이다.."

마하밤사는 아소카의 아들 마힌다가 스리랑카에 왔고 아소카의 딸이 비구니가 되어 보리수를 가져왔다고 말한다.
문헌에는 마헨드라가 스리랑카로 떠난 동기를 영적인 것으로 묘사하고 있지만, 역사학자들은 그것이 정치적 동기에 더 가깝다고 주장한다. 아소카는 마헨드라가 수시마처럼 죽임을 당할 것을 두려워했고, 그래서 그를 안전하게 보호하고 왕위 계승 전쟁을 피하기 위해 그를 스리랑카로 보냈다. 그 일행은 오늘날의 산치로 추정되는 베다사기리 비하라에서 출발했다.
스리랑카의 연대기인 마하밤사와 디파밤사는 제타의 보름날 일행이 도착한 것을 기록하고 있다. 당시 데바남피야 티사 왕은 미힌탈레 언덕에서 사냥 원정을 하고 있었다. 아소카와 데바남피야 티사는 평소 알고 지내던 사이로 서로 왕위에 오를 때 왕실 선물을 주고받았다고 한다. 머리를 깎은 스님들을 만난 데바남피야 티사는 그들의 모습에 놀라며 그들이 누구인지 물었다. 인사를 나눈 뒤 마힌다는 상적유소경을 설파했고, 왕실 사냥꾼들은 불교로 개종했다. 이후 일행은 왕좌가 있는 아누라다푸라로 초청되어 왕실 연회와 법회를 열었다. 이후 마힌다는 데바남피야 티사의 허락을 받아 왕실 홀과 로열 파크의 난다나 정원에서 두 차례 공개 대담을 했고, 이로써 스리랑카에 불교를 대중적으로 전파하기 시작했다. 그러자 마힌다 일행은 왕실 공원인 마하메가를 거처로 삼았고, 이후에는 스리랑카에서 불교 문화와 학문을 전파하는 가장 초기의 중심지인 마하비하라 승원이 되었다. 이후 미힌탈레에는 체티야기리비하라 승원이 세워졌다.
마힌다는 현지 여성들이 출가 의사를 밝히자, 마가다에서 온 자신의 누이이자 비구니인 상가미타를 불러들여 여성들을 위한 법회를 열었다. 마힌다는 또 부다가야의 원래 나무에서 파종한 보리수를 스리랑카로 보내도록 했으며, 마하비하라 땅에 보리수를 심었다.
수도로 떠난 스리랑카인들에게 한 달 동안 담론을 전달한 후, 마힌다는 몬순 기간 동안 안거하기 위해 미힌탈레로 물러났다. 그래서 왕실이 지원하는 두 번째 승원이 그곳에 세워졌다. 이후 마힌다는 사리탑을 조성하기 위해 조직을 꾸렸고, 고타마 붓다의 사리 중 일부를 마우리아 제국에서 스리랑카로 가져왔다. 그 후 마힌다는 스리랑카의 불교를 발전시키기 위해 데바남피야 티사의 조카 비구인 아리타에게 비나야 승원 규율을 설명하도록 했다.
마힌다는 데바남피야 티사보다 오래 살았고 스리랑카에서 80세의 나이로 사망했다. 형의 뒤를 이어 왕위에 오른 우티야 왕은 마힌다를 위해 국장을 치렀고, 미힌탈레에 스투파를 세워 마힌다의 사리를 보관토록 하였다.

## 의의와 유산
20세기 스리랑카 승려 왈 폴라 라훌라(Walpola Rahula)는 마힌다가 싱할라어로 대장경에 대한 주석을 번역하고 집필하여 싱할라어를 문학적 언어로 바꿨다며 그를 "싱할라 문학의 아버지"로 묘사하고 있다. 그는 또한 건축물과 함께 마우리아 제국의 문화를 섬에 소개한 것으로도 알려져 있다. 최근에는 캐나다 학자인 수완다  HJ 수구나시리에 의해 세계에서 가장 오래된 붓다푸자(기원전 247년)의 편집자로 확인되기도 하였다.
마힌다가 데바남피야티사 왕을 처음 접했던 것으로 추정되는 산이자 그의 스투파가 있던 곳인 미힌탈레는 스리랑카에서 중요한 순례지이다. 순례는 전통적으로 마힌다가 상좌부 불교에서 종교적인 의식을 거행하는 전통적인 시간인 보름달 밤에 스리랑카에 도착했다고 여겨지는 6월(옛 신할라 달력의 포손)에 수행된다.

## 같이 보기
- 아소카
- 상좌부 불교
- 스리랑카의 역사